# 莫尔夫塞
莫尔夫塞是德国石勒苏益格－荷尔斯泰因州的一个市镇。总面积7.17平方公里，总人口4790人，其中男性2296人，女性2494人（2011年12月31日），人口密度668人/平方公里。